# ريتشارد لينيهان
ريتشارد لينيهان (بالإنجليزية: Richard M. Linnehan)‏ (و. 1957 – م) هو رائد فضاء، وبيطار من الولايات المتحدة الأمريكية . ولد في لوويل .

## ريادة الفضاء
شارك في المهمات الفضائية:
- STS-90
- STS-109
- STS-123
- STS-78.

## التعليم
تعلم في كلية كينيدي بجامعة هارفارد، وجامعة ولاية أوهايو، وجامعة هارفارد، وUniversity of New Hampshire